# Марцинково (Моґіленський повіт)
Марцинково (пол. Marcinkowo, нім. Martinau) — село в Польщі, у гміні Моґільно Моґіленського повіту Куявсько-Поморського воєводства.
Населення — 676 осіб (2011).
У 1975-1998 роках село належало до Бидгощського воєводства.

## Демографія
Демографічна структура станом на 31 березня 2011 року:
|          | Загалом | Допрацездатний вік | Працездатний вік | Постпрацездатний вік |
| -------- | ------- | ------------------ | ---------------- | -------------------- |
| Чоловіки | 330     | 68                 | 228              | 34                   |
| Жінки    | 346     | 75                 | 199              | 72                   |
| Разом    | 676     | 143                | 427              | 106                  |